# Karol Danielak
Karol Danielak (Jarocin, 29 settembre 1991) è un calciatore polacco, centrocampista del Wieczysta Cracovia.

## Palmarès

### Club

#### Competizioni nazionali
- Supercoppa di Polonia: 1

Arka Gdynia: 2018
- III liga: 1

Wieczysta Cracovia: 2023-2024 (gruppo IV)